# 鹡鸰颂
《鹡鸰颂》為唐玄宗書於開元七年（719年）秋天之行書書法，紙本，縱24.5公分、橫184.9公分，現藏於台北國立故宮博物院。

## 釋文
鶺鴒頌，俯同魏光乘作，朕之兄弟唯有五人，比為方伯，歲一朝見，雖載崇藩屏而有睽談笑，是以輟牧人而各守京職，每聽政之後，延入宮掖，申友于之志，詠常棣之詩，邕邕如，怡怡如，展天倫之愛也，秋九月辛酉，有鶺鴒千數，栖集於麟德之庭樹，竟旬焉，飛鳴行搖，得在原之趣，昆季相樂，縱目而觀者久之，逼之不懼，翔集自若，朕以為常鳥無所志懷，左清道率府長史魏光乘，才雄白鳳，辯壯碧雞，以其宏達博識，名至軒檻，預觀其事，以獻其頌，夫頌者所以揄揚德業，褒讚成功，顧循虛昧，誠有負矣，美其彬蔚，俯同頌云。伊我轩宫，奇树青葱，蔼周庐兮。冒霜停雪，以茂以悦，恣卷舒兮。连枝同荣，吐绿含英，曜春初兮。蓐收御节，寒露微结，气清虚兮。桂宫兰殿，唯所息宴，栖雍渠兮。行摇飞鸣，急难有情，情有余兮。顾惟德凉，夙夜兢惶，惭化疏兮。上之所教，下之所效，实在予兮。天伦之性，鲁卫分政，亲贤居兮。爰游爰处，爰笑爰语，巡庭除兮。观此翔禽，以悦我心，良史书兮。